# Società Sportiva Cavese 1985-1986
Questa voce raccoglie le informazioni riguardanti la Società Sportiva Cavese nelle competizioni ufficiali della stagione 1985-1986.

## Stagione
Campionato a due facce per la squadra del presidente Guerrino Amato. 
I metelliani, affidati al tecnico emergente Liguori e rinforzati in attacco dal neo-acquisto Rovani che sostituisce il partente Mandressi, sul campo ottengono un lusinghiero quinto posto ex aequo con la Casertana, risultando la miglior difesa del torneo ed una delle squadre con meno sconfitte del campionato (solo 6 battute di arresto) dopo Barletta e Taranto.
A ribaltare il verdetto del terreno di gioco, però, ci penserà il coinvolgimento nel Secondo Totonero con esiti devastanti: declassamento all'ultimo posto con conseguente retrocessione in C2.

## Rosa
| N. |                   | Ruolo | Calciatore           |
| -- | ----------------- | ----- | -------------------- |
|    | Italia (bandiera) | D     | Giuseppe Accardi     |
|    | Italia (bandiera) | A     | Matteo Anastasio     |
|    | Italia (bandiera) | D     | Roberto Andreoli     |
|    | Italia (bandiera) | P     | Massimo Assante      |
|    | Italia (bandiera) | D     | Federico Bobbiesi    |
|    | Italia (bandiera) | D     | Michele Boriello     |
|    | Italia (bandiera) | D     | Carmine Caricola (I) |
|    | Italia (bandiera) | A     | Francesco Caruso     |
|    | Italia (bandiera) | P     | Sandro Di Vicoli     |
|    | Italia (bandiera) | C     | Antonio Gaeta        |
|    | Italia (bandiera) | A     | Sauro Magni          |

| N. |                   | Ruolo | Calciatore        |
| -- | ----------------- | ----- | ----------------- |
|    | Italia (bandiera) | C     | Luciano Malaman   |
|    | Italia (bandiera) | C     | Adriano Malisan   |
|    | Italia (bandiera) | C     | Sergio Mari       |
|    | Italia (bandiera) | P     | Pier Luigi Nicoli |
|    | Italia (bandiera) | C     | Giuseppe Pavone   |
|    | Italia (bandiera) | D     | Matteo Rispoli    |
|    | Italia (bandiera) | C     | Antonio Rocca     |
|    | Italia (bandiera) | A     | Roberto Rovani    |
|    | Italia (bandiera) | C     | Vincenzo Ruocco   |
|    | Italia (bandiera) | C     | Ernesto Truddaiu  |
|    | Italia (bandiera) | C     | Alberto Urban     |

## Risultati

### Serie C1

#### Girone di andata
| 22 settembre 1985 1ª giornata | Cavese | 1 – 0 | Casarano |  |

| 29 settembre 1985 2ª giornata | Foggia | 1 – 0 | Cavese |  |

| 6 ottobre 1985 3ª giornata | Cavese | 2 – 0 | Sorrento |  |

| 13 ottobre 1985 4ª giornata | Campania | 1 – 1 | Cavese |  |

| 20 ottobre 1985 5ª giornata | Ternana | 0 – 0 | Cavese |  |

| 27 ottobre 1985 6ª giornata | Cavese | 1 – 1 | Barletta |  |

| 3 novembre 1985 7ª giornata | Benevento | 1 – 1 | Cavese |  |

| 10 novembre 1985 8ª giornata | Cavese | 0 – 0 | Siena |  |

| 17 novembre 1985 9ª giornata | Taranto | 0 – 0 | Cavese |  |

| 24 novembre 1985 10ª giornata | Cavese | 1 – 1 | Casertana |  |

| 1º dicembre 1985 11ª giornata | Cavese | 3 – 0 | Monopoli |  |

| 8 dicembre 1985 12ª giornata | Messina | 1 – 0 | Cavese |  |

| 15 dicembre 1985 13ª giornata | Cavese | 2 – 2 | Salernitana |  |

| 22 dicembre 1985 14ª giornata | Brindisi | 0 – 0 | Cavese |  |

| 5 gennaio 1986 15ª giornata | Cavese | 1 – 0 | Cosenza |  |

| 12 gennaio 1986 16ª giornata | Licata | 1 – 0 | Cavese |  |

| 19 gennaio 1986 17ª giornata | Cavese | 0 – 0 | Livorno |  |

#### Girone di ritorno
| 26 gennaio 1986 18ª giornata | Casarano | 1 – 0 | Cavese |  |

| 2 febbraio 1986 19ª giornata | Cavese | 2 – 2 | Foggia |  |

| 9 febbraio 1986 20ª giornata | Sorrento | 0 – 0 | Cavese |  |

| 16 febbraio 1986 21ª giornata | Cavese | 3 – 0 | Campania |  |

| 23 febbraio 1986 22ª giornata | Cavese | 0 – 0 | Ternana |  |

| 2 marzo 1986 23ª giornata | Barletta | 0 – 0 | Cavese |  |

| 9 marzo 1986 24ª giornata | Cavese | 1 – 1 | Benevento |  |

| 23 marzo 1986 25ª giornata | Siena | 1 – 0 | Cavese |  |

| 29 marzo 1986 26ª giornata | Cavese | 1 – 0 | Taranto |  |

| 6 aprile 1986 27ª giornata | Casertana | 0 – 1 | Cavese |  |

| 13 aprile 1986 28ª giornata | Monopoli | 1 – 1 | Cavese |  |

| 20 aprile 1986 29ª giornata | Cavese | 1 – 0 | Messina |  |

| 4 maggio 1986 30ª giornata | Salernitana | 0 – 0 | Cavese |  |

| 11 maggio 1986 31ª giornata | Cavese | 1 – 1 | Brindisi |  |

| 18 maggio 1986 32ª giornata | Cosenza | 0 – 0 | Cavese |  |

| 25 maggio 1986 33ª giornata | Cavese | 1 – 1 | Licata |  |

| 1º giugno 1986 34ª giornata | Livorno | 2 – 1 | Cavese |  |